# Де Голль (фильм)
«Де Голль» (фр. De Gaulle) — будущая французская биографическая драма о Шарле де Голле, снятая режиссёром Антонином Бодри для компании Pathé. Авторами сценария стали Бодри и Беренис Вила по книге историка Джулиана Т. Джексона De Gaulle, une certaine idée de la France.

## Сюжет
Биографический фильм о Шарле де Голле, который прошёл путь от офицера французской армии, возглавил французское движение Сопротивления против нацистской Германии во время Второй мировой войны и стал президентом Франции.

## В ролях
- Симон Абкарян — Шарль де Голль
- Нильс Шнайдер — генерал Филипп Леклерк
- Тьерри Лермитт — Анри Жиро
- Карим Леклу
- Саймон Рассел Бил — Уинстон Черчилль
- Бенуа Мажимель
- Феликс Кисиль — Жан Мулен
- Франсуа Геске — Клаус Барби
- Кейси Моттет Кляйн
- Анамария Вартоломеи
- Том Мисон — Энтони Иден
- Энтони Калф — Эдвард Спирс
- Ноэми Шмидт
- Дженис Ахерн
- Суфиан Эль Халиди
- Алиса де Ленкесон
- Том Нил
- Лоик Корбери
- Том Паннетье
- Пьер Осэдат — Жорж Катру
- Пабло Кобо
- Уго Барильер

## Производство
Двухсерийный фильм режиссера Антонина Бодри о Шарле де Голле был заказан компанией Pathé в июле 2021 года.
Фильм снят по сценарию Бодри и Беренис Вила и основан на книге британского писателя Джулиана Т. Джексона «Де Голль, определенная идея Франции» (De Gaulle, une certaine idée de la France). Фильм снят компанией Pathé совместно с TF1 Films Production и Auvergne-Rhône-Alpes Cinéma. Съёмки первой части проходили летом 2023 года с Пьером Коттеро и Жорой Бежачем в качестве операторов. Съёмки второй части были завершены к июлю 2024 года.
Актёрский состав возглавляет Симон Абкарян в роли Шарля де Голля, а также Нильс Шнайдер в роли генерала Леклерка, Тьерри Лермитт и Карим Леклу. В актёрский состав также вошли Бенуа Мажимель и Анамария Вартоломеи.
В июле и августе 2023 года съёмки проходили на площади Пантеон, Гар де л’Эст и окрестностях вокзала Отель де Виль, а в сентябре 2023 года — в парижский районе Ле Марэ. Съёмки также проходили в Нормандии и Марокко.